# Ahaimanî, Ivanivka
Ahaimanî (în ucraineană Агаймани) este o comună în raionul Ivanivka, regiunea Herson, Ucraina, formată numai din satul de reședință.

## Demografie
Componența lingvistică a comunei Ahaimanî
     Ucraineană (92,52%)
     Rusă (5,01%)
     Alte limbi (0,3%)
Conform recensământului din 2001, majoritatea populației comunei Ahaimanî era vorbitoare de ucraineană (92,52%), existând în minoritate și vorbitori de rusă (5,01%) și armeană (2,12%).